# Žan Celar
Žan Celar (Kranj, 14 marzo 1999) è un calciatore sloveno, attaccante del QPR e della nazionale slovena.

## Caratteristiche tecniche
Centravanti di piede destro forte fisicamente, abile nel colpo di testa e dotato di un ottimo senso del gol, per le sue caratteristiche è stato paragonato a Edin Džeko.
Viene soprannominato Il gigante di Kranj per la sua stazza imponente

## Carriera

### Club
Cresciuto nei settori giovanili di Triglav e Maribor, con cui ha esordito a livello professionistico a soli 17 anni, nel 2017 viene acquistato dalla Roma, con cui disputa due stagioni con la formazione Primavera. L'11 marzo 2019 debutta in Serie A, subentrando a Patrik Schick nella partita vinta per 2-1 contro l'Empoli. A fine stagione si laurea capocannoniere del Campionato Primavera 2018-2019 con 28 reti segnate in 27 partite.
Prestiti a Cittadella e Cremonese
L'11 luglio seguente rinnova con i giallorossi fino al 2023, venendo contestualmente ceduto in prestito al Cittadella. Con i granata realizza il suo primo gol tra i professionisti, nella sfida di Coppa Italia per 3-0 contro il Padova. Una settimana più tardi, sempre in Coppa Italia, si rende protagonista sia in positivo che in negativo nella sfida contro il Carpi: prima mette a segno una rete nei tempi regolamentari, poi fallisce un rigore nei tempi supplementari, riscattandosi però nella lotteria finale che porta la vittoria al Cittadella. Trova il suo primo gol in Serie B il 14 settembre seguente, siglando il gol del momentaneo vantaggio nella vittoria per 2-0 contro il Trapani. Il 30 gennaio 2020 passa, sempre a titolo temporaneo, alla Cremonese. Con i Grigiorossi realizza la sua prima doppietta tra i professionisti, nel pareggio esterno contro la Salernitana per 3-3. Il 12 agosto il prestito viene rinnovato per un’altra stagione. Conclude la sua esperienza a Cremona con 4 gol in 40 partite.

#### Lugano
Il 27 agosto 2021 viene ceduto a titolo definitivo al Lugano, con cui firma un quadriennale. Debutta con gli elvetici il 12 settembre seguente, in occasione del match di campionato contro il Basilea (1-1). Il 26 settembre sigla le sue prime reti "svizzere" decidendo la partita vinta per 2-3 contro il Lucerna, realizzando anche un assist. Nel corso della stagione si dimostra una pedina importante, contribuendo anche alla vittoria della Coppa nazionale con un'altra doppietta realizzata al Lucerna (la terza in stagione) in semifinale e con il gol che sblocca la finale, poi vinta per 4-1, contro il San Gallo. Conclude la sua prima stagione a Lugano con 14 reti messe a segno in 34 partite, tra campionato e coppa.
La stagione seguente fa il suo debutto nelle coppe europee, giocando l'andata del turno di qualificazione alla Conference League nella gara contro l'Hapoel Beer Sheva. Anche in questa annata ricopre un ruolo importante nella formazione svizzera, riuscendo a migliorare lo score dell'anno precedente, segnando ben 16 gol (tutti in campionato).
Il 30 novembre 2023 trova la prima marcatura europe, nella sonora sconfitta per 5-2 contro il Bodø/Glimt nella fase a gironi di Conference League.

### Nazionale
Il 14 novembre 2021 esordisce in nazionale maggiore partendo titolare nella sfida vinta 2-1 contro Cipro, in cui ha fornito ad Adam Gnezda Čerin l'assist per il secondo gol degli sloveni.

## Statistiche

### Presenze e reti nei club
Statistiche aggiornate al 7 dicembre 2024.
| Stagione         | Squadra          | Campionato       | Campionato | Campionato | Coppe nazionali | Coppe nazionali | Coppe nazionali | Coppe continentali | Coppe continentali | Coppe continentali | Altre coppe | Altre coppe | Altre coppe | Totale | Totale |
| Stagione         | Squadra          | Comp             | Pres       | Reti       | Comp            | Pres            | Reti            | Comp               | Pres               | Reti               | Comp        | Pres        | Reti        | Pres   | Reti   |
| ---------------- | ---------------- | ---------------- | ---------- | ---------- | --------------- | --------------- | --------------- | ------------------ | ------------------ | ------------------ | ----------- | ----------- | ----------- | ------ | ------ |
| 2015-2016        | Maribor          | 1.SNL            | 1          | 0          | CS              | -               | -               | UCL                | -                  | -                  | SS          | -           | -           | 1      | 0      |
| 2018-2019        | Roma             | A                | 1          | 0          | CI              | -               | -               | UCL                | -                  | -                  | -           | -           | -           | 1      | 0      |
| 2019-gen. 2020   | Cittadella       | B                | 10         | 1          | CI              | 3               | 2               | -                  | -                  | -                  | -           | -           | -           | 13     | 3      |
| gen.-giu. 2020   | Cremonese        | B                | 11         | 2          | CI              | -               | -               | -                  | -                  | -                  | -           | -           | -           | 11     | 2      |
| 2020-2021        | Cremonese        | B                | 27         | 2          | CI              | 2               | 0               | -                  | -                  | -                  | -           | -           | -           | 29     | 2      |
| Totale Cremonese | Totale Cremonese | Totale Cremonese | 38         | 4          |                 | 2               | 0               |                    | -                  | -                  |             | -           | -           | 40     | 4      |
| 2021-2022        | Lugano           | SL               | 29         | 10         | CS              | 5               | 4               | -                  | -                  | -                  | -           | -           | -           | 34     | 14     |
| 2022-2023        | Lugano           | SL               | 30         | 16         | CS              | 4               | 0               | UECL               | 1                  | 0                  | -           | -           | -           | 35     | 16     |
| 2023-2024        | Lugano           | SL               | 36         | 14         | CS              | 6               | 6               | UEL+UECL           | 2+5                | 0+1                | -           | -           | -           | 49     | 21     |
| Totale Lugano    | Totale Lugano    | Totale Lugano    | 95         | 40         |                 | 15              | 10              |                    | 8                  | 1                  |             | -           | -           | 118    | 51     |
| 2024-2025        | QPR              | FLC              | 19         | 2          | FACup+CdL       | 0+2             | 0               | -                  | -                  | -                  | -           | -           | -           | 21     | 2      |
| Totale carriera  | Totale carriera  | Totale carriera  | 164        | 47         |                 | 22              | 12              |                    | 8                  | 1                  |             | -           | -           | 194    | 60     |

### Cronologia presenze e reti in nazionale
| Cronologia completa delle presenze e delle reti in nazionale ― Slovenia | Cronologia completa delle presenze e delle reti in nazionale ― Slovenia | Cronologia completa delle presenze e delle reti in nazionale ― Slovenia | Cronologia completa delle presenze e delle reti in nazionale ― Slovenia | Cronologia completa delle presenze e delle reti in nazionale ― Slovenia | Cronologia completa delle presenze e delle reti in nazionale ― Slovenia | Cronologia completa delle presenze e delle reti in nazionale ― Slovenia | Cronologia completa delle presenze e delle reti in nazionale ― Slovenia |
| Data                                                                    | Città                                                                   | In casa                                                                 | Risultato                                                               | Ospiti                                                                  | Competizione                                                            | Reti                                                                    | Note                                                                    |
| ----------------------------------------------------------------------- | ----------------------------------------------------------------------- | ----------------------------------------------------------------------- | ----------------------------------------------------------------------- | ----------------------------------------------------------------------- | ----------------------------------------------------------------------- | ----------------------------------------------------------------------- | ----------------------------------------------------------------------- |
| 14-11-2021                                                              | Lubiana                                                                 | Slovenia                                                                | 2 – 1                                                                   | Cipro                                                                   | Qual. Mondiali 2022                                                     | -                                                                       | 90+4’                                                                   |
| 29-3-2022                                                               | Al Rayyan                                                               | Qatar                                                                   | 0 – 0                                                                   | Slovenia                                                                | Amichevole                                                              | -                                                                       | 46’                                                                     |
| 2-6-2022                                                                | Lubiana                                                                 | Slovenia                                                                | 0 – 2                                                                   | Svezia                                                                  | UEFA Nations League 2022-2023 - 1º turno                                | -                                                                       | 82’                                                                     |
| 5-6-2022                                                                | Belgrado                                                                | Serbia                                                                  | 4 – 1                                                                   | Slovenia                                                                | UEFA Nations League 2022-2023 - 1º turno                                | -                                                                       | 79’                                                                     |
| 9-6-2022                                                                | Oslo                                                                    | Norvegia                                                                | 0 – 0                                                                   | Slovenia                                                                | UEFA Nations League 2022-2023 - 1º turno                                | -                                                                       | 66’                                                                     |
| 12-6-2022                                                               | Lubiana                                                                 | Slovenia                                                                | 2 – 2                                                                   | Serbia                                                                  | UEFA Nations League 2022-2023 - 1º turno                                | -                                                                       | 46’                                                                     |
| 23-3-2023                                                               | Astana                                                                  | Kazakistan                                                              | 1 – 2                                                                   | Slovenia                                                                | Qual. Euro 2024                                                         | -                                                                       | 70’                                                                     |
| 16-6-2023                                                               | Helsinki                                                                | Finlandia                                                               | 2 – 0                                                                   | Slovenia                                                                | Qual. Euro 2024                                                         | -                                                                       | 86’                                                                     |
| 26-3-2024                                                               | Lubiana                                                                 | Slovenia                                                                | 2 – 0                                                                   | Portogallo                                                              | Amichevole                                                              | -                                                                       | 67’                                                                     |
| 8-6-2024                                                                | Lubiana                                                                 | Slovenia                                                                | 1 – 1                                                                   | Bulgaria                                                                | Amichevole                                                              | -                                                                       | 72’                                                                     |
| 15-6-2024                                                               | Stoccarda                                                               | Slovenia                                                                | 1 – 1                                                                   | Danimarca                                                               | Euro 2024 - 1º turno                                                    | -                                                                       | 75’ 84’                                                                 |
| 25-6-2024                                                               | Colonia                                                                 | Inghilterra                                                             | 0 – 0                                                                   | Slovenia                                                                | Euro 2024 - 1º turno                                                    | -                                                                       | 86’                                                                     |
| 1-7-2024                                                                | Francoforte sul Meno                                                    | Portogallo                                                              | 0 – 0 dts (3 – 0 dtr)                                                   | Slovenia                                                                | Euro 2024 - Ottavi di finale                                            | -                                                                       | 74’                                                                     |
| 6-9-2024                                                                | Lubiana                                                                 | Slovenia                                                                | 1 – 1                                                                   | Austria                                                                 | UEFA Nations League 2024-2025 - 1º turno                                | -                                                                       | 63’                                                                     |
| 9-9-2024                                                                | Lubiana                                                                 | Slovenia                                                                | 3 – 0                                                                   | Kazakistan                                                              | UEFA Nations League 2024-2025 - 1º turno                                | -                                                                       | 37’ 65’                                                                 |
| 10-10-2024                                                              | Oslo                                                                    | Norvegia                                                                | 3 – 0                                                                   | Slovenia                                                                | UEFA Nations League 2024-2025 - 1º turno                                | -                                                                       | 57’                                                                     |
| 14-11-2024                                                              | Lubiana                                                                 | Slovenia                                                                | 1 – 4                                                                   | Norvegia                                                                | UEFA Nations League 2024-2025 - 1º turno                                | -                                                                       | 72’                                                                     |
| Totale                                                                  |                                                                         | Presenze                                                                | 17                                                                      |                                                                         | Reti                                                                    | 0                                                                       |                                                                         |

| Cronologia completa delle presenze e delle reti in nazionale ― Slovenia under 21 | Cronologia completa delle presenze e delle reti in nazionale ― Slovenia under 21 | Cronologia completa delle presenze e delle reti in nazionale ― Slovenia under 21 | Cronologia completa delle presenze e delle reti in nazionale ― Slovenia under 21 | Cronologia completa delle presenze e delle reti in nazionale ― Slovenia under 21 | Cronologia completa delle presenze e delle reti in nazionale ― Slovenia under 21 | Cronologia completa delle presenze e delle reti in nazionale ― Slovenia under 21 | Cronologia completa delle presenze e delle reti in nazionale ― Slovenia under 21 |
| Data                                                                             | Città                                                                            | In casa                                                                          | Risultato                                                                        | Ospiti                                                                           | Competizione                                                                     | Reti                                                                             | Note                                                                             |
| -------------------------------------------------------------------------------- | -------------------------------------------------------------------------------- | -------------------------------------------------------------------------------- | -------------------------------------------------------------------------------- | -------------------------------------------------------------------------------- | -------------------------------------------------------------------------------- | -------------------------------------------------------------------------------- | -------------------------------------------------------------------------------- |
| 22-3-2019                                                                        | Gori                                                                             | Georgia under 21                                                                 | 3 – 0                                                                            | Slovenia under 21                                                                | Amichevole                                                                       | -                                                                                |                                                                                  |
| 7-6-2019                                                                         | Suhr                                                                             | Svizzera under 21                                                                | 1 – 2                                                                            | Slovenia under 21                                                                | Amichevole                                                                       | 1                                                                                | 86’                                                                              |
| 11-10-2019                                                                       | Maribor                                                                          | Slovenia under 21                                                                | 2 – 2                                                                            | Inghilterra under 21                                                             | Amichevole                                                                       | -                                                                                | 59’                                                                              |
| 14-11-2019                                                                       | Lisbona                                                                          | Portogallo under 21                                                              | 0 – 0                                                                            | Slovenia under 21                                                                | Amichevole                                                                       | -                                                                                | 46’                                                                              |
| 3-9-2020                                                                         | Lignano Sabbiadoro                                                               | Italia under 21                                                                  | 2 – 1                                                                            | Slovenia under 21                                                                | Amichevole                                                                       | -                                                                                | 63’                                                                              |
| 7-9-2020                                                                         | Szombathely                                                                      | Ungheria under 21                                                                | 3 – 3                                                                            | Slovenia under 21                                                                | Amichevole                                                                       | -                                                                                |                                                                                  |
| 12-11-2020                                                                       | Francoforte                                                                      | Germania under 21                                                                | 1 – 1                                                                            | Slovenia under 21                                                                | Amichevole                                                                       | -                                                                                | 62’                                                                              |
| 17-11-2020                                                                       | Maribor                                                                          | Slovenia under 21                                                                | 2 – 2                                                                            | Russia under 21                                                                  | Amichevole                                                                       | -                                                                                | 61’                                                                              |
| 24-3-2021                                                                        | Maribor                                                                          | Slovenia under 21                                                                | 0 – 3                                                                            | Spagna under 21                                                                  | Europeo Under-21 2021 - 1º turno                                                 | -                                                                                | 59’                                                                              |
| 30-3-2021                                                                        | Maribor                                                                          | Italia under 21                                                                  | 4 – 0                                                                            | Slovenia under 21                                                                | Europeo Under-21 2021 - 1º turno                                                 | -                                                                                | 71’                                                                              |
| Totale                                                                           |                                                                                  | Presenze                                                                         | 10                                                                               |                                                                                  | Reti                                                                             | 1                                                                                |                                                                                  |

| Cronologia completa delle presenze e delle reti in nazionale ― Slovenia under 19 | Cronologia completa delle presenze e delle reti in nazionale ― Slovenia under 19 | Cronologia completa delle presenze e delle reti in nazionale ― Slovenia under 19 | Cronologia completa delle presenze e delle reti in nazionale ― Slovenia under 19 | Cronologia completa delle presenze e delle reti in nazionale ― Slovenia under 19 | Cronologia completa delle presenze e delle reti in nazionale ― Slovenia under 19 | Cronologia completa delle presenze e delle reti in nazionale ― Slovenia under 19 | Cronologia completa delle presenze e delle reti in nazionale ― Slovenia under 19 |
| Data                                                                             | Città                                                                            | In casa                                                                          | Risultato                                                                        | Ospiti                                                                           | Competizione                                                                     | Reti                                                                             | Note                                                                             |
| -------------------------------------------------------------------------------- | -------------------------------------------------------------------------------- | -------------------------------------------------------------------------------- | -------------------------------------------------------------------------------- | -------------------------------------------------------------------------------- | -------------------------------------------------------------------------------- | -------------------------------------------------------------------------------- | -------------------------------------------------------------------------------- |
| 4-10-2017                                                                        | Lisse                                                                            | Ungheria under 19                                                                | 2 – 1                                                                            | Slovenia under 19                                                                | Qual. Europeo Under-19 2018                                                      | 1                                                                                | 41’                                                                              |
| 4-10-2017                                                                        | 's-Gravenzande                                                                   | Slovenia under 19                                                                | 5 – 0                                                                            | Malta under 19                                                                   | Qual. Europeo Under-19 2018                                                      | 1                                                                                | 46’                                                                              |
| 10-10-2017                                                                       | 's-Gravenzande                                                                   | Paesi Bassi under 19                                                             | 2 – 2                                                                            | Slovenia under 19                                                                | Qual. Europeo Under-19 2018                                                      | 1                                                                                |                                                                                  |
| Totale                                                                           |                                                                                  | Presenze                                                                         | 3                                                                                |                                                                                  | Reti                                                                             | 3                                                                                |                                                                                  |

## Palmarès

### Club

#### Competizioni nazionali
- Coppa Svizzera: 1

Lugano: 2021-2022

### Individuale
- Capocannoniere del Campionato Primavera 1: 1

2018-2019 (28 gol)
- Capocannoniere del campionato svizzero: 1

2023-2024 (14 gol, a pari merito con Kevin Carlos e Chadrac Akolo)
- Capocannoniere della Coppa Svizzera: 1

2023-2024 (6 gol)